# Trzewiki (zbroja)

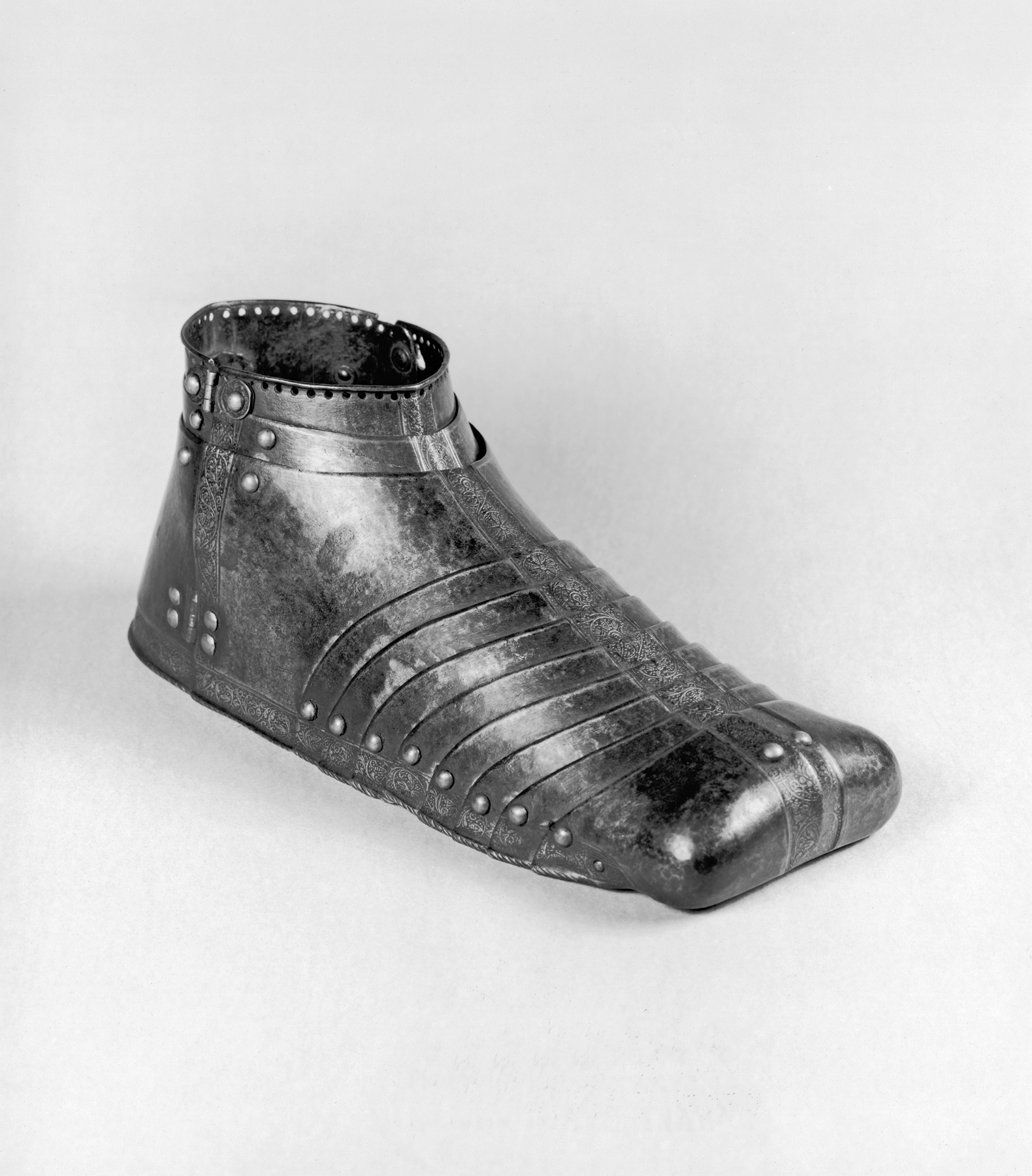
Trzewik, XVI w.

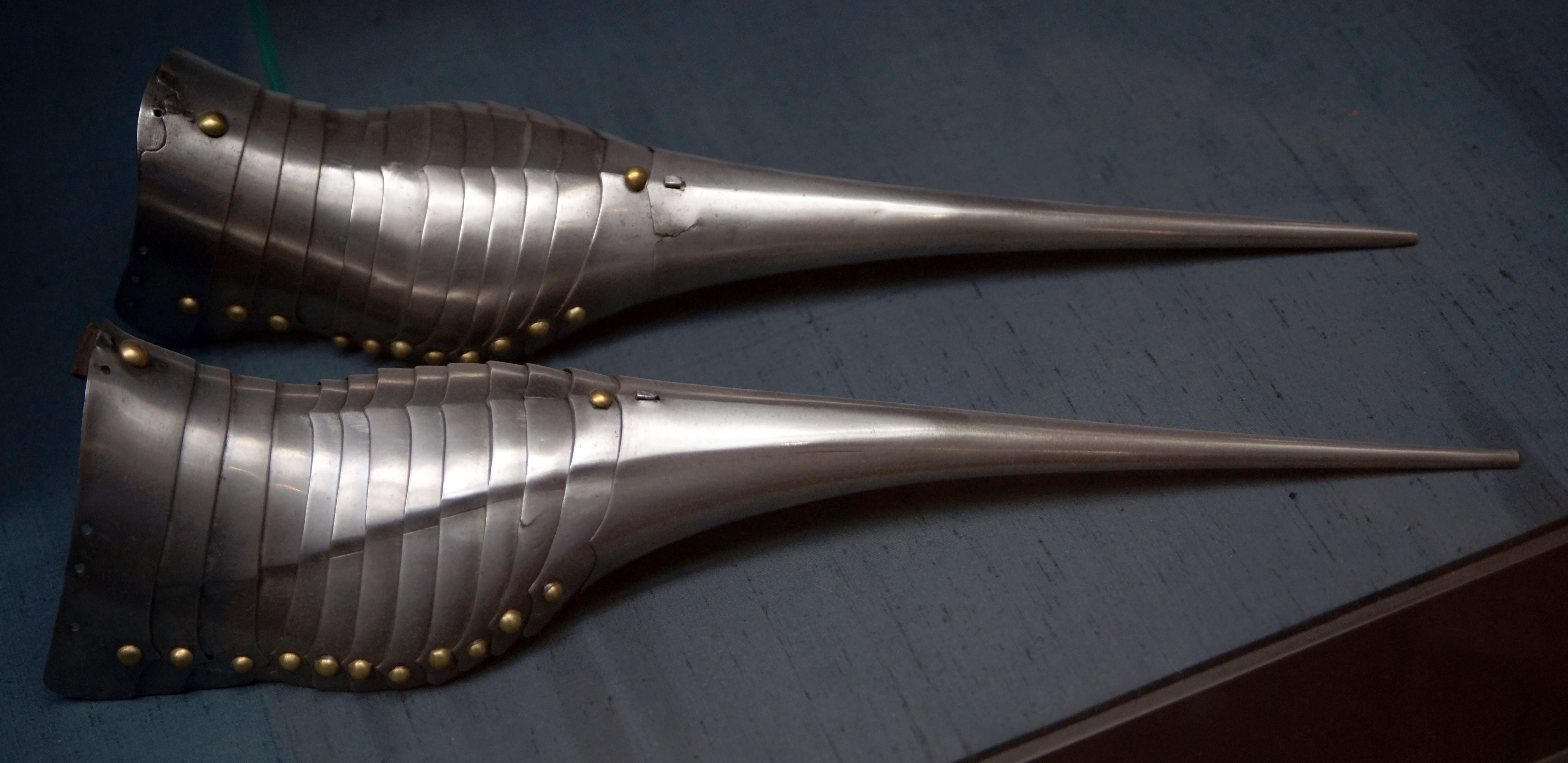
Trzewiki folgowe Maksymiliana Habsburga (ok. 1485) - Muzeum Historii Sztuki w Wiedniu

Trzewiki – część pełnej zbroi płytowej chroniąca stopę, wchodząca w skład bigwantów.

## Historia
Trzewiki jako element zbroi pojawiły się w 1 połowie XIV w. jako uzupełnienie nagolenników, z którymi były łączone. Wywodziły się z używanej w XIII w.,  nakładanej na kolczugę, metalowej płyty osłaniającej wierzchnią część stopy i mocowanej skórzanym paskiem do kostki. Zwykli żołnierze nosili w tym czasie proste skórzane buty nabijane żelazem. 
Wraz z rozwojem zbroi zmieniał się również kształt trzewików. Wykształciły się m.in. spiczaste trzewiki naśladujące ówczesne ciżmy. W butach z tak długimi nosami nie można było chodzić, nadawały się one jedynie do jazdy konnej. We Włoszech długie czubki trzewików do zbroi wykonywano z drewna i pokrywano skórą. Czubki te były mocowane śrubami do butów, kiedy jeździec już siedział na koniu. Tego typu trzewiki były używane do ok. 1490 r.
Pod koniec XV w. wykształcił się nowy model trzewików, zwany "krowim pyskiem" (niem. Kuhmaul), "niedźwiedzią łapą" (niem. Bärenfuß, fran. pied d'ours, włos. piede d'orso) lub "kaczą łapą" (niem. Entenfuß). Za orędowników tego stylu uchodzą m.in. Maksymilian I Habsburg i margrabia Albrecht III Achilles. Trzewiki omawianego typu cechowały się rozszerzonym kształtem i niewygodnymi, groteskowymi formami, których wygląd oddają przytoczone nazwy.
Około 1560 r. trzewiki do zbroi powróciły do bardziej naturalnej postaci, przypominającej normalne obuwie. Ówcześni płatnerze starali się uczynić je bardziej wygodnymi dla użytkowników poprzez dopasowanie poszczególnych elementów trzewików do odpowiednich części anatomicznych stopy.
Wraz ze schyłkiem znaczenia zbroi straciły na znaczeniu także trzewiki. Ich kontynuacją w pewnym sensie są niektóre typy współczesnego wzmocnionego obuwia ochronnego.

## Ewolucja trzewików
Ewolucja trzewików na podstawie rysunków Wendelina Boeheima:
- Ewolucja trzewików:
а) 1290—1390
 b) 1300—1490
 (typ ciżmy)
 с) 1500—1530
 (typ krowi pysk)
 d) 1530—1540
 е) 1540—1550
 f) 1550—1560
 g) 1560—1590

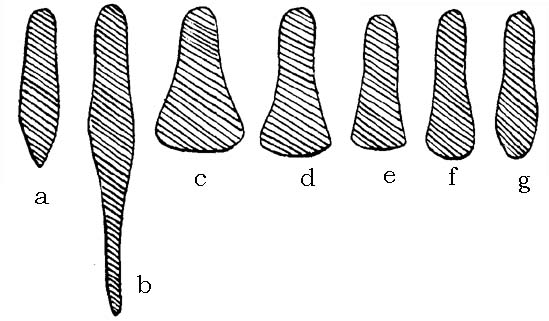
Ewolucja trzewików: а) 1290—1390 b) 1300—1490 (typ ciżmy) с) 1500—1530 (typ krowi pysk) d) 1530—1540 е) 1540—1550 f) 1550—1560 g) 1560—1590
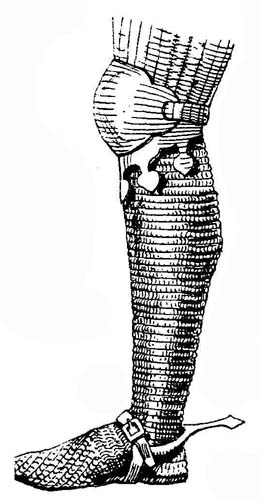
Osłona stopy z kolczej plecionki z ostrogą.
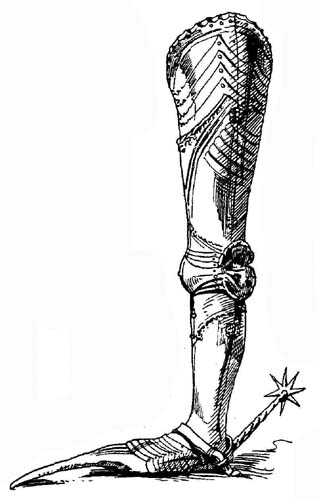
Osłony nogi w pełnej zbroi.
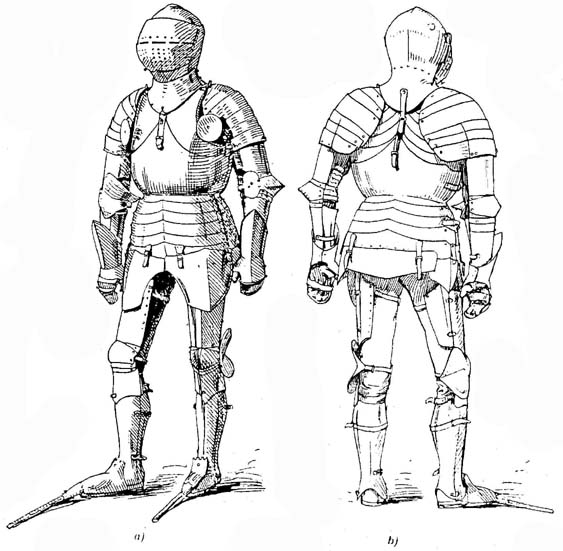
Trzewiki typu ciżmy przy zbroi mediolańskiej.
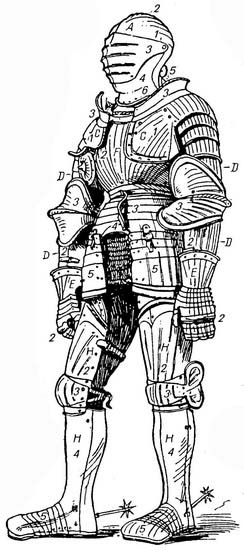
Trzewiki przy zbroi maksymiliańskiej.